# Közép-Kelet-Ausztrália esőerdő-rezervátumai
Közép-Kelet-Ausztrália esőerdő-rezervátumai (neve angolul 2007 óta Gondwana Rainforests of Australia, előző nevén Central Eastern Rainforest Reserves) Új-Dél-Wales és Queensland határán fekszenek. Első lépésben 1986-ban Új-Dél-Wales 3600 km²-nyi területe került a világörökség listájára, majd ezt követte Queensland 592 km²-nyi területe 1994-ben.
Miközben több védett területet ölel fel, ez a helyszín túlnyomóan a Nagy-Vízválasztó-hegység mentén fekszik Ausztrália keleti partján. A kiemelkedően jelentős földtani jellemzők, a vulkáni kráterek és a nagy számú ritka és fenyegetett szubtrópusi esőerdei faj nemzetközi jelentőségű feladattá teszi megőrzését.

## A védelem alá eső területek

### Új-Dél-Wales
- Limpinwood Rezervátum, 1986
- Numinbah Rezervátum, 1986
- Mount Nothofagus Növényrezervátum, 1986
- Mount Warning Nemzeti Park, 1986
- Nightcap Nemzeti Park, 1986
- Washpool Nemzeti Park, 1986
- Gibraltar Ranger Nemzeti Park, 1986
- Iluka Rezervátum, 1986
- New England Nemzeti Park, 1986
- Dorrigo Nemzeti Park, 1986
- Mt Hyland Rezervátum, 1986
- Werrikimbe Nemzeti Park, 1986
- Mt Seaview Rezervátum, 1986
- Banda Banda Növényrezervátum, 1986
- Barrington Tops Nemzeti Park, 1986
- Wilsons Peak Növényrezervátum, 1994
- Mount Clunie Növényrezervátum, 1994
- Amaroo Növényrezervátum, 1994
- Fenwicks Scrub Növényrezervátum, 1994
- Kerripit Beech Növényrezervátum, 1994

### Queensland
- Springbrook Nemzeti Park, 1994
- Lamington Nemzeti Park, 1994
- Mount Chinghee Nemzeti Park, 1994
- Mount Barney Nemzeti Park, 1994
- Main Range Nemzeti Park, 1994
- Mount Mistake Nemzeti Park, 1994
- Turtle Rock Környezetvédelmi Park, 1994
- Telemon Környezetvédelmi Park, 1994
- Goomburra Állami Erdő, 1994
- Spicers Gap Állami Erdő, 1994
- Gilbert Állami Erdő, 1994
- Emu Vale Állami Erdő, 1994
- Gambubal Állami Erdő, 1994
- Teviot Állami Erdő, 1994
- Killarney Állami Erdő, 1994
- Burnett Creek Állami Erdő, 1994
- Cronan Creek Állami Erdő, 1994
- 'Palen Creel' Állami Erdő, 1994
- Rabbitt Board Paddock Rezervátumok, 1994
- Prison Purposes Land, 1994

## Külső hivatkozások
- Közép-Kelet-Ausztrália esőerdő-rezervátumai az UNESCO világörökség honlapján (angolul)
- az Ausztrál kormány ide vonatkozó lapja angolul